# Alexandre Fernández Barreiros
Alexandre Fernández Barreiros (Orense, España, 21 de junio de 1988), conocido simplemente como Álex Fernández, es un futbolista español. Juega en la UD Ourense.

## Carrera
Se inició en las categorías inferiores del Real Club Celta de Vigo. En 2011 firma por el club de su tierra, el Club Deportivo Ourense, esa temporada lograría el ascenso a Segunda División B, en 2014 firma por el Coruxo Club de Fútbol, en el 2015 recaló en el Pontevedra Club de Fútbol.

## Estadísticas
| Club            | Categoría          | País   | Año       | Partidos | Goles |
| --------------- | ------------------ | ------ | --------- | -------- | ----- |
| Celta de Vigo B | Segunda División B | España | 2005-2006 | 8        | 0     |
| Celta de Vigo B | Segunda División B | España | 2006-2007 | 16       | 0     |
| Celta de Vigo B | Segunda División B | España | 2007-2008 | 32       | 0     |
| Lorca Deportiva | Segunda División B | España | 2008-2009 | 6        | 0     |
| Lorca Deportiva | Tercera División   | España | 2009-2010 | 29       | 4     |
| Cerro de Reyes  | Segunda División B | España | 2010-2011 | 10       | 1     |
| Lorca Atlético  | Segunda División B | España | 2010-2011 | 16       | 1     |
| CD Ourense      | Tercera División   | España | 2011-2012 | 34       | 6     |
| CD Ourense      | Segunda División B | España | 2012-2013 | 33       | 0     |
| CD Ourense      | Segunda División B | España | 2013-2014 | 29       | 2     |
| Coruxo CF       | Segunda División B | España | 2014-2015 | 34       | 2     |
| Pontevedra CF   | Segunda División B | España | 2015-2016 | 30       | 2     |
| Pontevedra CF   | Segunda División B | España | 2016-2017 | 29       | 1     |
| Pontevedra CF   | Segunda División B | España | 2017-2018 | 23       | 0     |
| Pontevedra CF   | Segunda División B | España | 2018-2019 | 11       | 1     |
| Pontevedra CF   | Segunda División B | España | 2019-2020 |          |       |